# Караул-Кая (масив Бойка)
Карау́л-Кая́, Караву́л-Кая́ (крим. Qaravul Qaya, також Орта́-Кая́, крим. Orta Qaya, або Орлиний Заліт) — лісиста гора (1134 м) в Криму на масиві Бойка (за висотою друга) зі скелястою протяжною вершиною, піднесеною і загостреною в південній частині, на східному схилі обриви.
Звернена стрімким краєм на схід до села Щасливого.